# Corseaux
Corseaux ist eine politische Gemeinde im Distrikt Riviera-Pays-d’Enhaut des Kantons Waadt in der Schweiz.

## Geographie

Luftbild (1960)

Corseaux liegt auf 445 m ü. M., 1,5 km nordwestlich des Bezirkshauptortes Vevey (Luftlinie). Das Dorf erstreckt sich leicht erhöht am Nordostufer des Genfersees, am Südfuss des Mont Pèlerin, im östlichen Lavaux, oberhalb von Vevey.
Die Fläche des 1,1 km² grossen Gemeindegebiets umfasst einen Abschnitt am Nordostufer des Genfersees (rund 1700 m Seeuferlinie). Der Gemeindeboden erstreckt sich vom Seeufer nordwärts den Hang des Mont Pèlerin hinauf, an dem mit 500 m ü. M. der höchste Punkt von Corseaux erreicht wird. Im Osten reicht das Gebiet bis an den Rand des Schwemmkegels der Veveyse und wird hier vom Bach Ruisseau de Bergère begrenzt. Von der Gemeindefläche entfielen 1997 74 % auf Siedlungen, 0 % auf Wald und Gehölze und 26 % auf Landwirtschaft.
Zu Corseaux gehören ausgedehnte Wohnsiedlungen und einige Weingüter. Nachbargemeinden von Corseaux sind Chardonne, Corsier-sur-Vevey und Vevey.

## Geschichte
In Corseaux befand sich während des Neolithikums eine Seeufersiedlung. Von grösserer Bedeutung war aber der Fund eines Gräberfeldes des mittleren Neolithikums (ungefähr 3650 bis 3380 vor Christus), das von 1963 bis 1975 systematisch ausgegraben wurde. Die reichen Funde von Grabschmuck (Knöpfe, Perlen, Muscheln) und Grabbeigaben (Schmuckstücke) sowie verschiedene Bestattungsarten gaben einen wichtigen Aufschluss über die Bestattungsriten zu jener Zeit.
Die erste urkundliche Erwähnung des Ortes erfolgte 1147 unter dem Namen Corsial. Später erschienen die Bezeichnungen de Corsal (1179), Corsaul (1270) und Corsau (1453). Der Ortsname geht auf das lateinische Wort corticella (kleiner Hof) zurück.
Seit dem Mittelalter unterstand Corseaux dem Bischof von Lausanne. Mit der Eroberung der Waadt durch Bern im Jahr 1536 gelangte das Dorf unter die Verwaltung der Vogtei Lausanne. Nach dem Zusammenbruch des Ancien Régime gehörte Corseaux von 1798 bis 1803 während der Helvetik zum Kanton Léman, der anschliessend mit der Inkraftsetzung der Mediationsverfassung im Kanton Waadt aufging. 1798 wurde es dem Bezirk Vevey zugeteilt. Corseaux war Teil der grossen Pfarrei Corsier und wurde erst mit der Abtrennung 1816 eine politisch selbständige Gemeinde.

## Bevölkerung
Mit 2336 Einwohnern (Stand 31. Dezember 2023) gehört Corseaux zu den mittelgrossen Gemeinden des Kantons Waadt. Von den Bewohnern sind 84,5 % französischsprachig, 7,1 % deutschsprachig und 2,7 % englischsprachig (Stand 2000). Die Bevölkerungszahl von Corseaux belief sich 1850 auf 311 Einwohner, 1900 auf 456 Einwohner. Vor allem während der ersten Hälfte des 20. Jahrhunderts nahm die Bevölkerung stark zu. Die Baulandreserven sind seit 1990 weitgehend aufgebraucht, weswegen die Einwohnerzahl seither ziemlich stabil blieb. Das Siedlungsgebiet von Corseaux ist heute lückenlos mit denjenigen von Vevey und Corsier-sur-Vevey zusammengewachsen.

## Wirtschaft
Corseaux war bis zu Beginn des 20. Jahrhunderts ein vorwiegend durch die Landwirtschaft geprägtes Dorf. Noch heute hat der Weinbau (rund 20 ha) an den optimal besonnten Hängen des Lavaux einen gewissen Stellenwert in der Erwerbsstruktur der Bevölkerung. Die hier produzierten Qualitätsweine laufen unter der Appellation Lavaux AOC. Das Rebland von Corseaux ist seit 1973 durch ein Gesetz vor Überbauung geschützt.
Weitere Arbeitsplätze sind im lokalen Kleingewerbe und vor allem im Dienstleistungssektor vorhanden. Das Gewerbe von Corseaux ist neben den Gütern des täglichen Bedarfs auch auf den Tourismus ausgerichtet. Am Genfersee befindet sich ein Sportbootshafen (zum Teil auf dem Gemeindegebiet von Chardonne). In den letzten Jahrzehnten hat sich das Dorf dank seiner attraktiven Lage (mit Blick über den Genfersee zu den Alpen und im Südwesten bis zum Jura) zu einer Wohngemeinde entwickelt. Zahlreiche Erwerbstätige sind Wegpendler, die in der Region Vevey-Montreux, teilweise auch in Lausanne arbeiten.

## Verkehr
Die Gemeinde ist verkehrstechnisch gut erschlossen. Sie liegt etwas oberhalb der Hauptstrasse 9, die von Lausanne entlang dem Seeufer via Vevey und Montreux ins Wallis führt. Der nächste Autobahnanschluss an die 1970 eröffnete A9 (Lausanne-Sion), welche oberhalb des Gemeindegebietes verläuft, ist rund 3 km vom Ortskern entfernt.

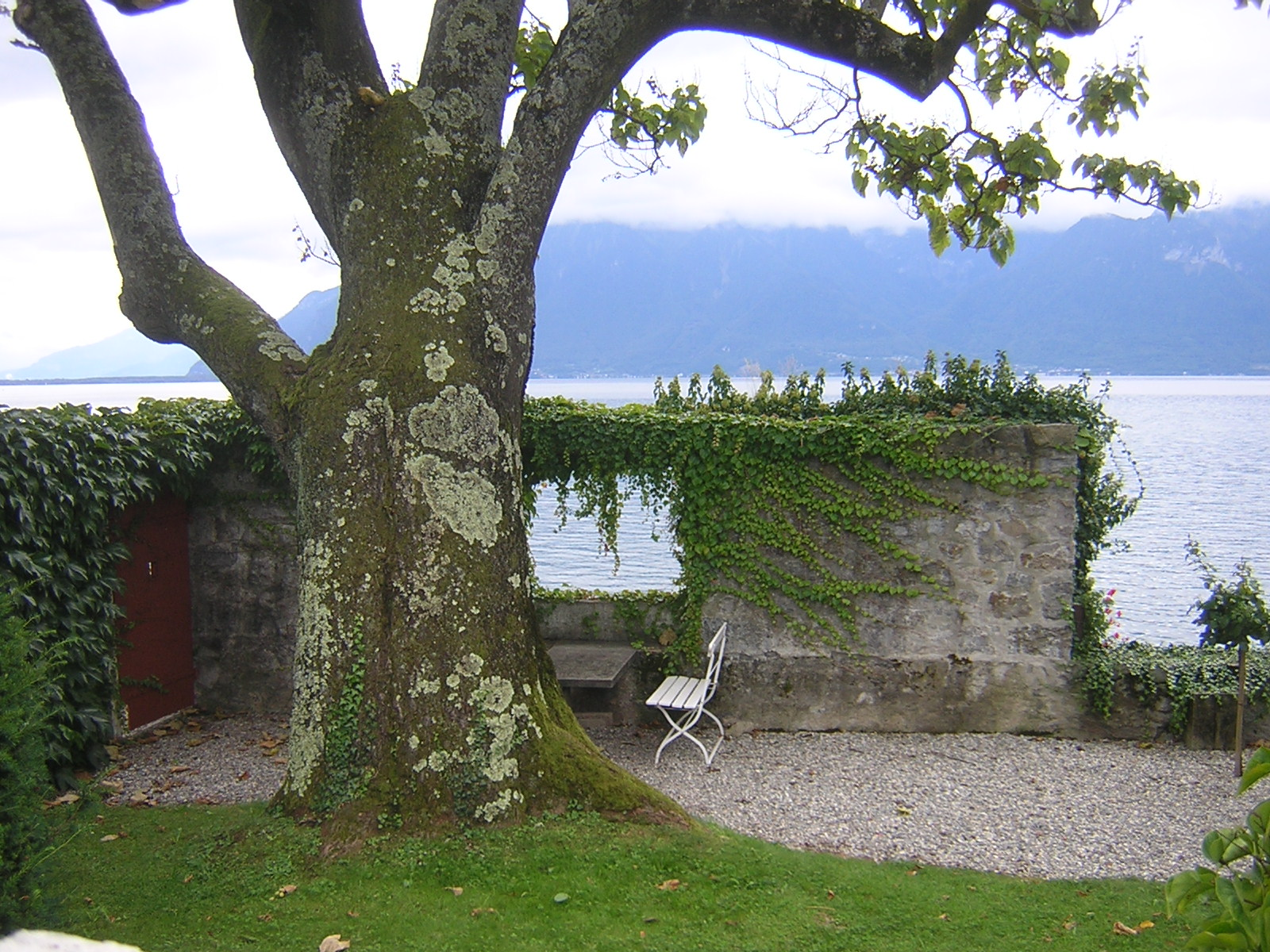
Blick vom «Petite Maison» (Le Corbusier) auf den Genfersee

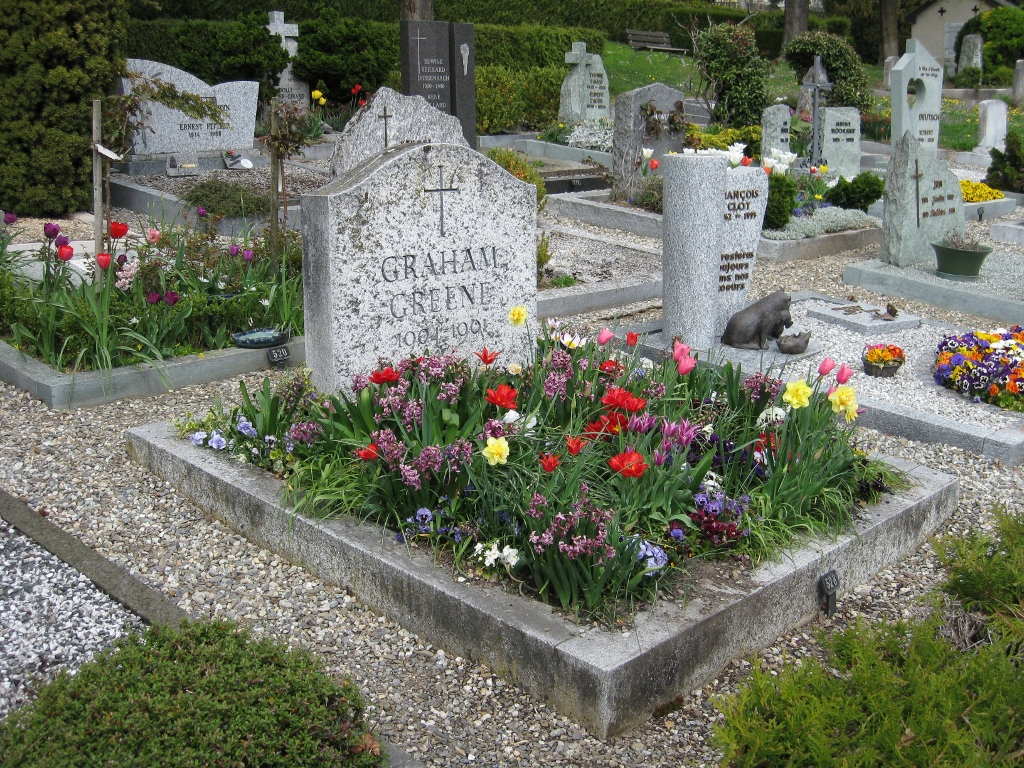
Grab von Graham Greene

Corseaux wird von den Eisenbahnlinien Lausanne-Vevey (ohne eigene Haltestelle) und Vevey-Puidoux-Chexbres durchquert. Zusätzlich besitzt Corseaux einen Halt der Standseilbahn Vevey-Mont Pèlerin. Für die Feinverteilung im öffentlichen Verkehr sorgt die Buslinie, welche von Vevey via Corsier-sur-Vevey nach Corseaux verkehrt.

## Sehenswürdigkeiten
- Corseaux besitzt keine eigene Kirche, es gehört noch heute zur Kirchgemeinde Corsier-sur-Vevey.
- Villa Le Lac: Die 'Villa Le Lac' (auch Petite Maison genannt), ein unter Denkmalschutz stehendes Gebäude, das der Architekt Le Corbusier 1923–25 für seine Eltern erbauen liess, steht nahe dem Seeufer.

## Persönlichkeiten
Personen mit Beziehung zum Ort:
- Carl Schuricht (1880 Danzig–1967 Corseaux), deutscher Komponist und Dirigent, lebte seit 1943 in Corseaux
- James Hadley Chase (1906 London–1985 Corseaux) (eigentlich René Brabazon Raymond), britischer Thriller-Autor, in Corseaux verstorben
- Graham Greene (1904 Berkhamsted, Großbritannien–1991 Vevey, Schweiz) (eigentlich Henry Graham Greene), britischer Schriftsteller, sein Grab befindet sich in Corseaux